# 東區 (臺南市)
22°58′49″N 120°13′26″E / 22.980242°N 120.224004°E
東區是臺灣臺南市的一個區，位於臺南市西南部，因其位於舊臺南市東側而得名。區內人口約有18.2萬人，人口密度每平方公里約有1.4萬人，以人口數而言是臺南市第三大區（僅次於永康區、安南區），人口密度則居全市最高。區內大專院校與各級中小學遍布，包含著名的國立成功大學、國立臺南大學（榮譽校區）、台南一中亦坐落於此，有文教區之美譽；而中山高速公路、台1線與臺鐵縱貫線等重要交通路線皆有通過本區、再加上臺南車站、大遠百、南紡購物中心、大東夜市及文化中心皆坐落於此，透過大量旅客及通勤人口連帶拉動周遭商閾發展，故商業機能亦極為發達。

## 歷史

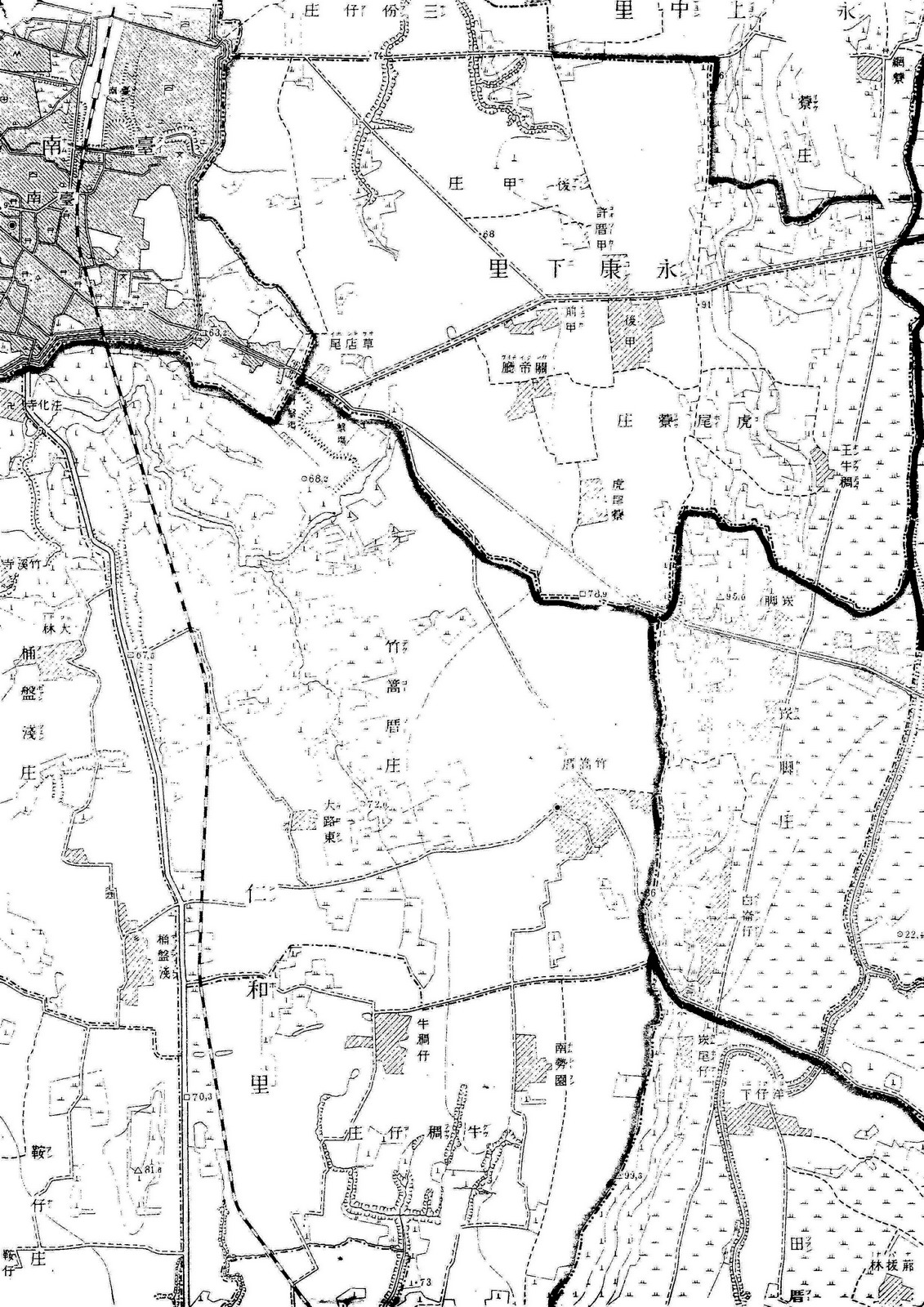
1904年台灣堡圖所繪之臺南市東側，僅有少數村落

### 清領時期
今日東區的大部分地區，在19世紀之際，仍是臺南城外東方與東南方人煙稀少的平原。由於位於地勢較高的臺南臺地、也無大河橫貫，境內多為旱地沙埔，風吹即漫天飛沙，當時產業仍以務農為主。因此，清領時期末期基督教長老教會在臺南城傳教遇到當時居民排斥後，便轉往人煙稀少的城東建立據點。位於東區的臺南神學院（1882年建立）、長榮中學（1885年）、長榮女中（1887年）以及新樓醫院便由當時延續至今。

### 日治時期
日治初期在現今東區的範圍內，有關帝廳、虎尾藔、王牛稠、前甲、太爺廍、後甲、許厝甲、草店尾、三份仔、中樓仔、竹篙厝、大路東等零星小庄。後來隨著都市擴張，許多機關公共設施進駐東區，促成東區開發。包括步兵第二聯隊、臺南車站、知事官邸、糖業試驗所、高等工業學校（今成功大學）、臺南第二中學校（今臺南一中）等。東門町附近在日治中期後亦成為工業區，有湯川組、鳳梨合同株式會社、臺南煉瓦株式會社、日乃出煉瓦工場、燦發煉瓦工場等工業，吸引許多臺南沿海地區居民來此謀生，形成合同寮仔、高工寮仔、牛車寮仔等新聚落。

### 二次戰後
二次戰後，日人遣返日本內地，在東區遺留的軍事設施及附屬建築吸引中國各省居民遷入，形成多處眷村。而1941年公布的都市計畫，擬在今日的東區設立公園道（今林森路）與外環道（今中華東路）。1970年代，前述道路的終於闢建，加上中山高速公路的興建，交通改善的東區快速成長。至2010年縣市合併前夕，東區為臺南省轄市人口最多的一區，近20萬人。
1970年代，東區多次進行土地重劃，以滿足人口增長，其間許多軍事用地也釋出供都市計畫使用。其中最重要的是第四期重劃區、後甲重劃區、虎尾寮重劃區等。第四期重劃區位於竹篙厝，設有臺南文化中心、監理站、地政事務所、區公所、市立醫院等設施。後甲重劃區毗鄰國立成功大學，位於公園道與外環道間，現發展為文教住宅區。虎尾寮重劃區位於仁德交流道旁，原為高鐵臺南站預定地之一，但後來轉為住宅用途。
在這過程中，過去在城外的零星小庄，至此已城市化，融入市區並成為市區的一部分。釋出軍事等公有土地，轉為都市用地的過程至今仍在進行，例如進行中的平實營區重劃區預定將原陸軍營區及眷村改建為「東台南副都心」。而隨著南臺南副都心的開發，東區僅存之農業區（屬臺糖所有）亦變更為住宅、商業、文教等用地，意味東區已完全都市化。

## 地理

### 地形與水文
東區的地勢大致平坦，平均高度為海拔20公尺，主要在勝利路以西、大同路以東的區域內因有由北到南排列的古沙丘遺跡而有起伏，而在北、西、南邊則分別受柴頭港溪、德慶溪、竹溪等溪流切割而地勢較低，整體來說地勢是從東南往西北降低。而由於地勢影響，此區北邊的水流往北流入柴頭港溪的南支流，而西南部的水流則流入竹溪。

### 人口
根據臺南市府東戶政事務所及內政部戶政司統計，2024年底東區戶數約7.6萬戶，人口約18.2萬人，人口密度每平方公里約1.4萬人，是臺南市人口密度最高的行政區，區內人口最多與最少的里分別是大智里與大學里，2024年底兩里人口分別為7,533人與1,158人。
由於1982年4月29日調整行政區域，原屬東區的大林里、大忠里、大恩里、新生里等西門路以東之地區併入南區（現今為南區的大林地區），因此該年人口大減。

## 政治

### 歷任首長
| 區長姓名 | 區長任期                         | 備註                     |
| -------- | -------------------------------- | ------------------------ |
| 蘇丁受   | 1945年11月 － 1946年10月         |                          |
| 曾洪賜   | 1946年10月 － 1962年6月          |                          |
| 林朝源   | 1962年6月 － 1964年11月          |                          |
| 李輝宗   | 1964年11月 － 1965年6月          |                          |
| 曾洪賜   | 1965年6月 － 1981年5月           |                          |
| 洪銘倫   | 1981年5月 － 1981年6月           |                          |
| 吳春華   | 1981年6月 － 1981年9月           |                          |
| 王甲辰   | 1981年9月 － 1988年10月          |                          |
| 劉子堅   | 1988年10月 － 1993年9月          |                          |
| 吳春華   | 1993年9月 － 1995年1月           |                          |
| 蔡寬裕   | 1995年1月 － 1999年7月           |                          |
| 劉瓊英   | 1999年7月 － 1999年10月          |                          |
| 鄭明智   | 1999年10月 － 2003年1月          |                          |
| 林富山   | 2003年1月 － 2004年2月           |                          |
| 劉春輝   | 2004年2月 － 2008年7月           |                          |
| 吳明熙   | 2008年7月－ 2010年12月24日       |                          |
| 吳明熙   | 2010年12月25日 － 2017年11月15日 | 臺南市升格為直轄市後首任 |
| 陳勝楠   | 2018年1月31日 － 2021年4月14日   |                          |
| 顏能通   | 2021年4月14日－ 2024年2月4日     |                          |
| 黃炳元   | 2024年2月5日－ 現任              |                          |

### 區政組織

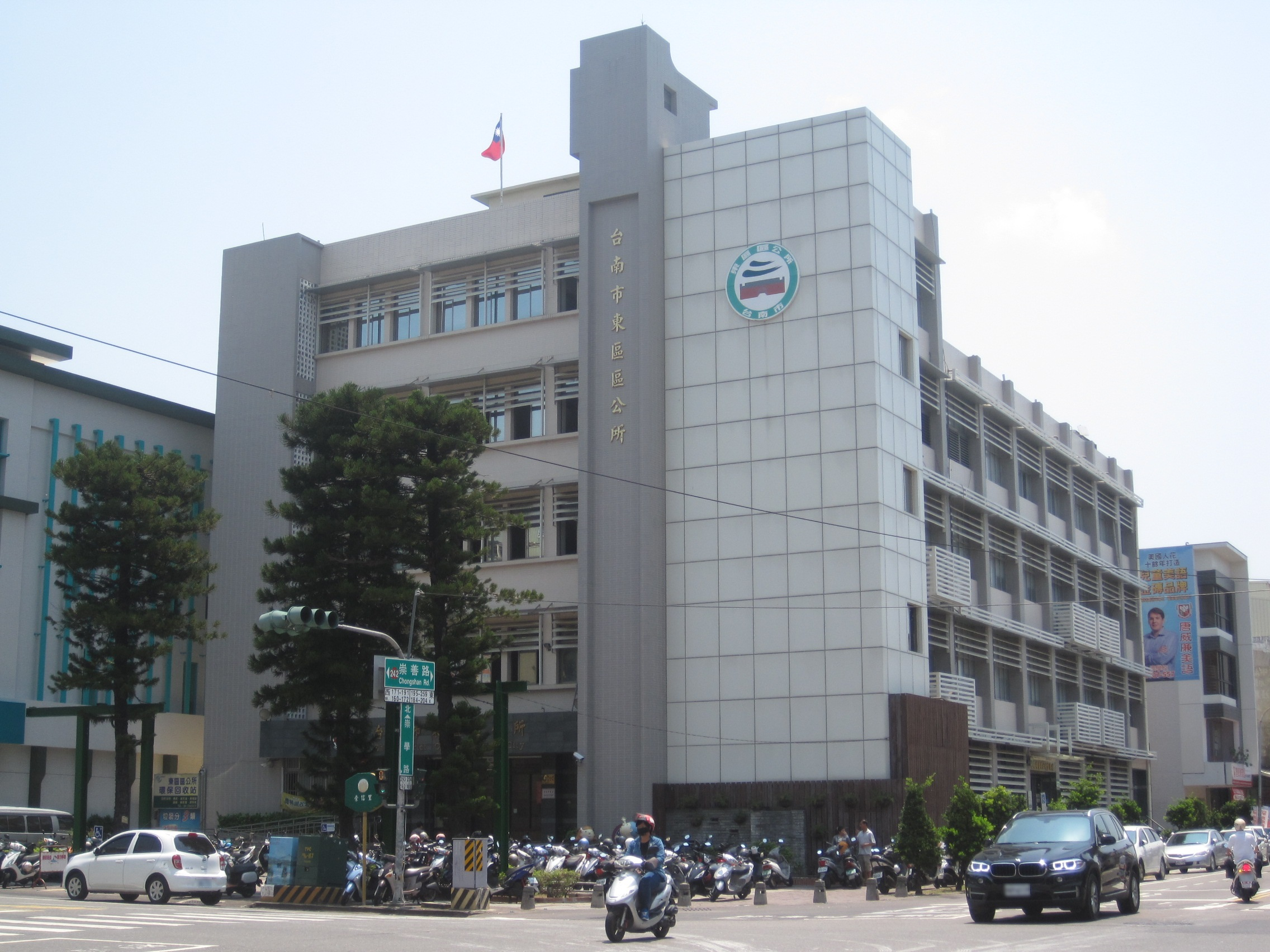
東區區公所

東區區公所是臺南市政府在東區的派出機關，在中華民國政府架構中為市政府綜理區政的執行機關，上級業務監督機關為臺南市政府。区长由市長任命，其任期為無任期保障。在區長及秘書之下，設有5課3室等8個內部單位。東區為臺南市議會第十選區，在市議會的56席市議員中，東區共選出5席區域市議員（不含平地原住民與山地原住民議員）。

### 行政區劃

東區行政區劃

臺南市出現東區之名，最早可追溯至臺灣日治時期的明治42年（1909年），將臺南市分為「臺南東區」、「臺南西區」。不過需注意的是，當時的臺南市專指臺南城為主體，而今日東區大部分都在城外。因此兩者除了不具承襲關係外，地理範圍交集也不大，僅名稱相似。
二次戰後的東區在清朝時屬於城內的東安坊（部分）與城外的永康下里（後甲莊、虎尾藔莊）、仁和里（竹篙厝莊），城內部分在今大東門附近分為內外春牛埔，清中葉時主要的街道有大東門街（可能為東門街與春牛埔街的合稱）與山川台街，清末時又形成許多以主祭神為名的街道，像是聖公廟街、彌陀寺街、龍泉井街、祝三多街、大人廟街等。這一帶以龍山寺為主廟，區內火炭埕、車埕為城內外互相交易的場所，東門大街、外街延伸出城則是府城與今仁德區、關廟區的交通要道。而再往北的小東門一帶，因為是火藥庫與兵營所在，所以人口稀少，而往南到西竹圍與崙仔頂之間的區域，則為竹林果園，其中還有一些墳墓（1790年前此地為主要的墳場之一）
1919年，臺南市實施與日本內地相同的町制。之後到了昭和二十年（1945年），臺南市市街被分成八個管制區，東區之名再次出現，此時的東區北至今北區的三分子，東至崁頂山，南至今東區與仁德區界，西至日治時期的東門町西界與竹溪，為今天東區的基礎，而此時的區事務所則設在彌陀寺這裡。
二次大戰後，將臺南市壽町、竹園町、東門町、竹篙厝、後甲、虎尾寮等合併，成立東區。地勢稍高於其他區，但後甲里斷層穿越東區東部，東部地勢逐漸降低。柴頭港溪自東光國小附近發源，巴克禮紀念公園裡的夢湖為竹溪發源地之一。商業活動也興盛，多為沿街商業，沒有明顯商業核心，大部分是因應社區居民需求而發展的自給自足型態。
二次大戰後，初期沿襲舊制，於民國三十五年（1946年）1月7日調整，時東區包含了今屬中西區的郡王、開山、法華、五妃等里，區公所改設在延平郡王祠，底下則編為26里。之後歷經多次調整（1953年、1982年、2002年），最近一次調整是2010年7月27日，由於眷村精忠三村遷村致使人口減少，而將中興、復國兩里併入後甲里，目前東區下轄45里：後甲里、莊敬里、小東里、大學里、成大里、東光里、東明里、南聖里、東聖里、富強里、裕農里、崇誨里、衛國里、中西里、圍下里、東門里、關聖里、富裕里、新東里、東安里、龍山里、泉南里、大同里、文聖里、復興里、自強里、裕聖里、崇信里、德光里、忠孝里、路東里、虎尾里、和平里、崇善里、崇學里、大德里、崇德里、大福里、仁和里、崇成里、崇明里、崇文里、德高里、大智里、東智里。

### 其他政府機關

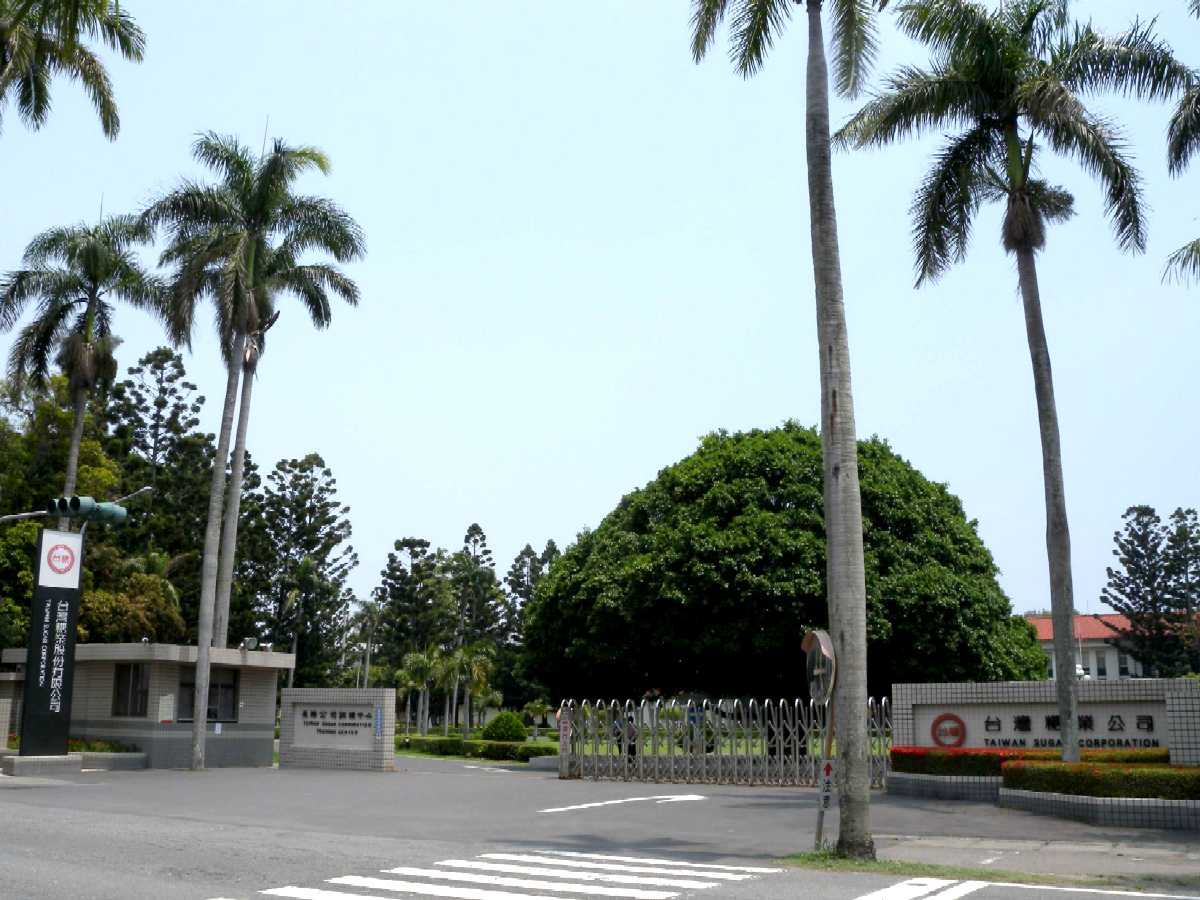
台灣糖業公司總部

- 交通部公路局臺南監理站
- 農業部農村發展及水土保持署臺南分署
- 農業部農糧署南區分署
- 國軍退除役官兵輔導委員會臺南市榮民服務處
- 台灣糖業公司總部
- 臺南市政府環境保護局永華辦公室
- 臺南市政府衛生局林森辦公室
- 臺南市政府警察局第一分局
- 臺南市政府無障礙福利之家

## 文化

### 大眾媒體
古都廣播電台（FM 102.5）的總部設於本區。

## 教育

### 大學

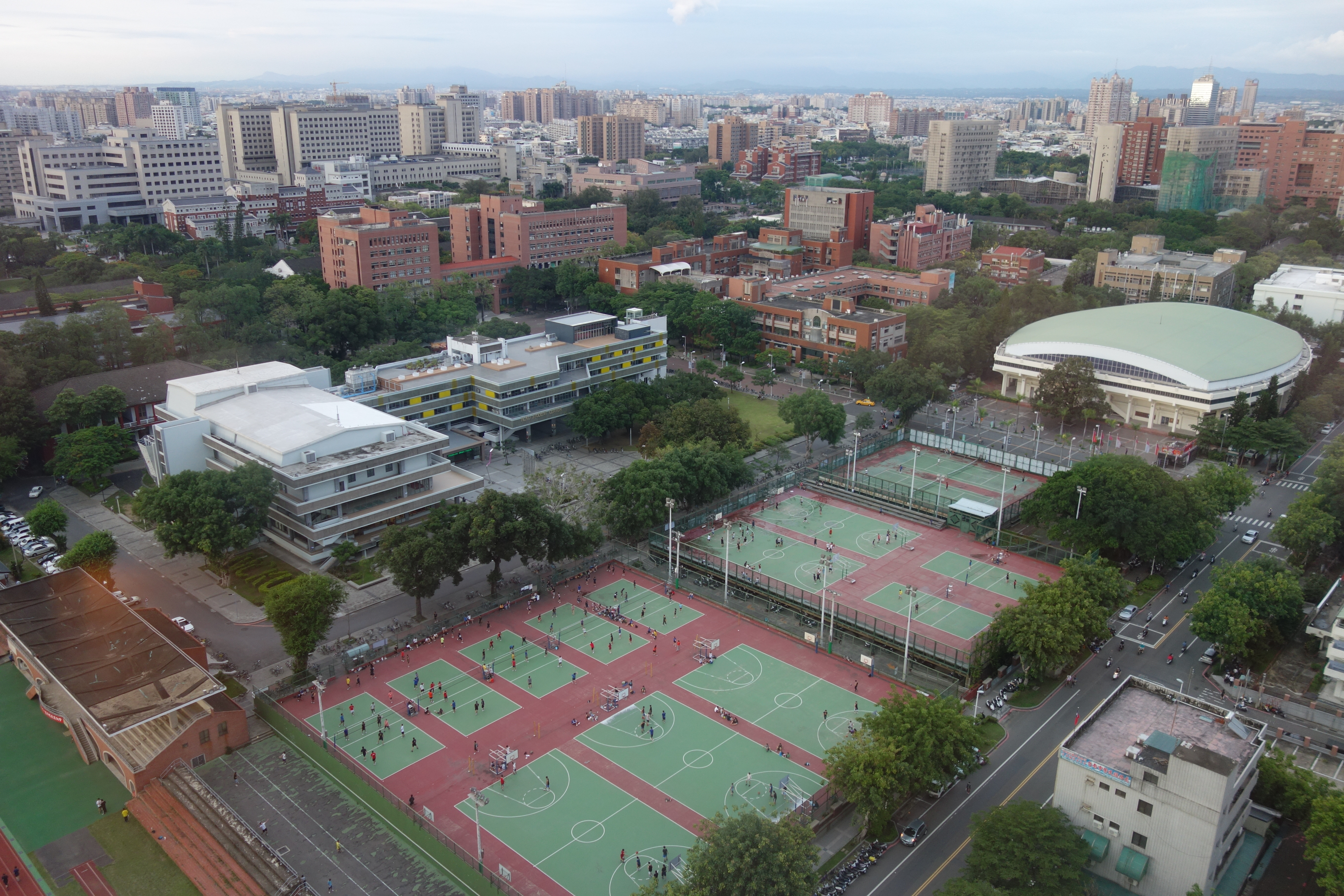
國立成功大學校區

| 示意圖 | 校名                                                                          |
| --- | ----------------------------------------------------------------------------- |
| | 國立成功大學（校本部） - 成功校區 - 自強校區 - 東寧校區 - 勝利校區 - 光復校區 |
| 國立臺南大學（ 榮譽教學中心） |                                                                               |
| 成大校區的部分是參考成大的系館分布圖所繪的略圖，示意圖上的勝利、自強、東寧校區範圍內實際上還有大學範圍外的民宅與其他設施（如臺南一中二部）。 |                                                                               |

### 高級中等學校

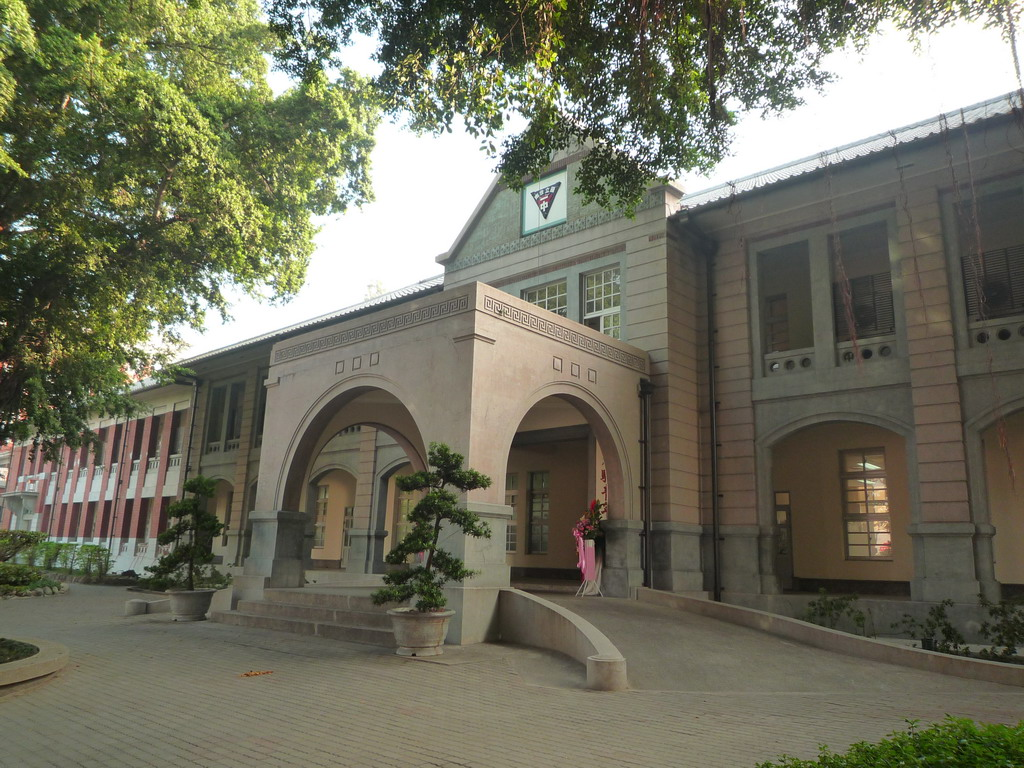
國立臺南第一高級中學

| 位置示意圖 | 圖標顏色                             | 校名                             |
| ---------- | ------------------------------------ | -------------------------------- |
|            |                                      | 國立臺南第一高級中學（進修學校） |
|            | 臺南市私立長榮高級中學               |                                  |
|            | 臺南市私立長榮女子高級中學           |                                  |
|            | 臺南市私立光華高級中學               |                                  |
|            | 臺南市私立德光高級中學               |                                  |
|            | 國立成功大學附設高級工業職業進修學校 |                                  |
|            | 臺南市私立慈幼高級工商職業學校       |                                  |

### 國民中學
| 學區示意圖 | 圖標顏色             | 校名                 |
| --- | -------------------- | -------------------- |
| |                      | 臺南市立復興國民中學 |
| | 臺南市立後甲國民中學 |                      |
| | 臺南市立崇明國民中學 |                      |
| | 臺南市立忠孝國民中學 |                      |
| - 大同里除了是忠孝國中學區外，也有部分是中西區建興國中、中山國中與南區大成國中的學區 - 大智里、德高里是崇明國中與仁德區仁德國中的共同學區 |                      |                      |

### 國民小學
| 學區示意圖 | 圖標顏色               | 校名                   |
| --- | ---------------------- | ---------------------- |
| |                        | 臺南市東區勝利國民小學 |
| | 臺南市東區博愛國民小學 |                        |
| | 臺南市東區大同國民小學 |                        |
| | 臺南市東區東光國民小學 |                        |
| | 臺南市東區德高國民小學 |                        |
| | 臺南市東區崇學國民小學 |                        |
| | 臺南市東區復興國民小學 |                        |
| | 臺南市東區崇明國民小學 |                        |
| | 臺南市東區裕文國民小學 |                        |
| - 博愛國小為自由入學學校 - 崇明國小、裕文國小為總量管制學校 - 東智里是德高國小與仁德區仁和國小、虎山國小的共同學區。 |                        |                        |

## 醫療
臺南市東區境內有臺南市立醫院、新樓醫院總院，而北面則有國立成功大學醫學院附設醫院緊鄰東區。

## 交通
東區境內設有臺南車站，為臺灣鐵路公司縱貫線上的車站，因配合鐵路地下化，將增設林森車站並恢復已停用的貨運車站南臺南車站。
至於在平面道路方面，除有臺1線、市道182號等要道通過外，區內以長榮路、林森路、中華東路為主要的外環道路，可連接南區與北區。
而國道一號通過東區東側邊緣，最近之仁德交流道位於本區與仁德區的交界；需以182市道聯繫。至於位處東區北側、通往永康區的小東路則有大灣交流道紓解國道一號仁德交流道與東門路的車流 。

### 主要公路
- 台1線
- 台20線
- 市道180號
- 市道182號

### 捷運
- 台南捷運
  - 藍線(預計2032年通車)
  - 綠線(預計2034年通車)

### 客運
- 大台南公車[16]

| 編號     | 路線                                           | 營運單位 | 備註 |
| -------- | ---------------------------------------------- | -------- | --- |
| 0左      | 臺南火車站（北站）－臺南火車站（北站）         | 統聯客運 | - 逆時針循環線（先經公園路）。                                                                             |
| 0右      | 臺南火車站（南站）－臺南火車站（南站）         | 統聯客運 | - 順時針循環線（先經小東路）。                                                                             |
| 2        | 崑山科大－安平白鷺灣社區                       | 府城客運 | - 部分班次延駛至三鯤鯓、四草。 - 部分班次繞駛復華里。                                                      |
| 3        | 海東國小－德高國小                             | 府城客運 | - 部分班次延駛至復興國中、全福新城。 - 每周一海東國小16:00及16:55發車班次不經仁和路。                      |
| 5        | 和順轉運站－市立醫院                           | 府城客運 | - 部分班次延駛至大甲里。                                                                                   |
| 6        | 仁德轉運站－龍崗國小                           | 統聯客運 | - 部分班次延駛至統聯客運永康站。                                                                           |
| 15       | 臺南市立圖書館－大成路口                       | 巨業交通 | |
| 15區間車 | 奇美醫院－大成路口                             | 巨業交通 | |
| 19       | 原住民文化會館－大灣高中                       | 巨業交通 | - 平日部分班次延駛至台南海事。                                                                             |
| 20       | 仁德轉運站－安南醫院                           | 巨業交通 | |
| 62       | 奇美醫院－高鐵台南站                           | 興南客運 | - 部分班次延駛至桂田酒店。 - 部分班次繞駛六甲里、沙崙國際高中。                                            |
| 70左     | 永華市政中心（府前路）－永華市政中心（府前路） | 興南客運 | - 逆時針循環線（先經健康路）。                                                                             |
| 70右     | 永華市政中心（府前路）－永華市政中心（府前路） | 興南客運 | - 順時針循環線（先經中華北路）。                                                                           |
| 77       | 原住民文化會館－仁德轉運站                     | 巨業交通 | |
| 111      | 小西門（西門路）－高雄國際航空站               | 漢程客運 | - 台灣好行臺南小港機場線。 - 經臺南轉運站、香格里拉飯店、巴克禮公園。 - 部分班次繞駛中華東路、平實三街口。 |
| 902      | 府城汽車客運公司－香格里拉飯店                 | 府城客運 | |
| H31      | 永華市政中心（府前路）－高鐵台南站             | 漢程客運 | |
| 綠17     | 安平工業區－大灣－新化                         | 興南客運 | - 每週二、五部分班次繞駛安平港旅客服務中心。                                                               |
| 橘12     | 麻豆轉運站－善化轉運站－新市車站－臺南轉運站   | 興南客運 | |
| 橘13     | 臺南轉運站－平實轉運站－麻豆轉運站             | 漢程客運 | |
| 紅幹線   | 安平工業區－仁德－歸仁－關廟轉運站             | 興南客運 | - 部分班次延駛至龍崎。 - 部分班次繞駛新豐高中、歸仁國中。                                                  |
| 紅1      | 臺南轉運站－太子廟－歸仁－關廟轉運站           | 興南客運 | |
| 紅2      | 臺南轉運站－大灣－上崙仔－關廟轉運站           | 興南客運 | - 首班車延駛至西門健康立體停車場。 - 07:05西門健康立體停車場發車班次繞駛中華醫大。                         |
| 紅3      | 臺南轉運站－臺南航空站－高鐵臺南站－關廟轉運站 | 興南客運 | - 部分班次繞駛文賢德成路口、長榮大學。                                                                     |
| 紅4      | 臺南轉運站－後壁厝－奇美博物館                 | 興南客運 | |

- 高雄市公車

| 編號  | 路線                               | 營運單位   | 備註                     |
| ----- | ---------------------------------- | ---------- | ------------------------ |
| 239   | 茄萣站－臺南火車站                 | 高雄客運   |                          |
| 8046A | 臺南火車站（北站）→高鐵左營站      | 高雄客運   | - 經文藻外語大學。       |
| 8046B | 高鐵左營站－臺南火車站             | 高雄客運   | - 部分班次繞駛樹人醫專。 |
| T606A | 小城社區－路竹火車站－台南市立醫院 | 皇冠大車隊 | - 每逢週一、三、五行駛。 |

- 公路客運

| 編號 | 路線                               | 營運單位 | 備註 |
| ---- | ---------------------------------- | -------- | ---- |
| 8050 | 臺南火車站－關廟轉運站－旗山轉運站 | 高雄客運 |      |

### 公共自行車
臺南市YouBike 2.0於2023年2月23日正式營運，截至2025年8月15日於東區內設置71處站點。

## 旅遊

### 古蹟
- 原日軍步兵第二聯隊營舍（國定古蹟）
- 原日軍台南衛戍病院
- 原臺南高等工業學校校舍（本館、講堂、校舍）
- 臺灣府城城垣殘蹟
- 臺灣府城大東門
- 巽方炮台
- 原臺南縣知事官邸
- 原台南廳長官邸
- 原台南州立農事試驗場宿舍群
- 臺灣糖業試驗所
- 原台南州立第二中學校校舍本館暨講堂（南一中）
- 原臺南神學校校舍暨禮拜堂（臺南神學院）
- 原台南長老教中學校講堂暨校長宿舍（長榮中學）
- 原台南長老教女學校本館暨講堂（長榮女中）

### 商圈市集

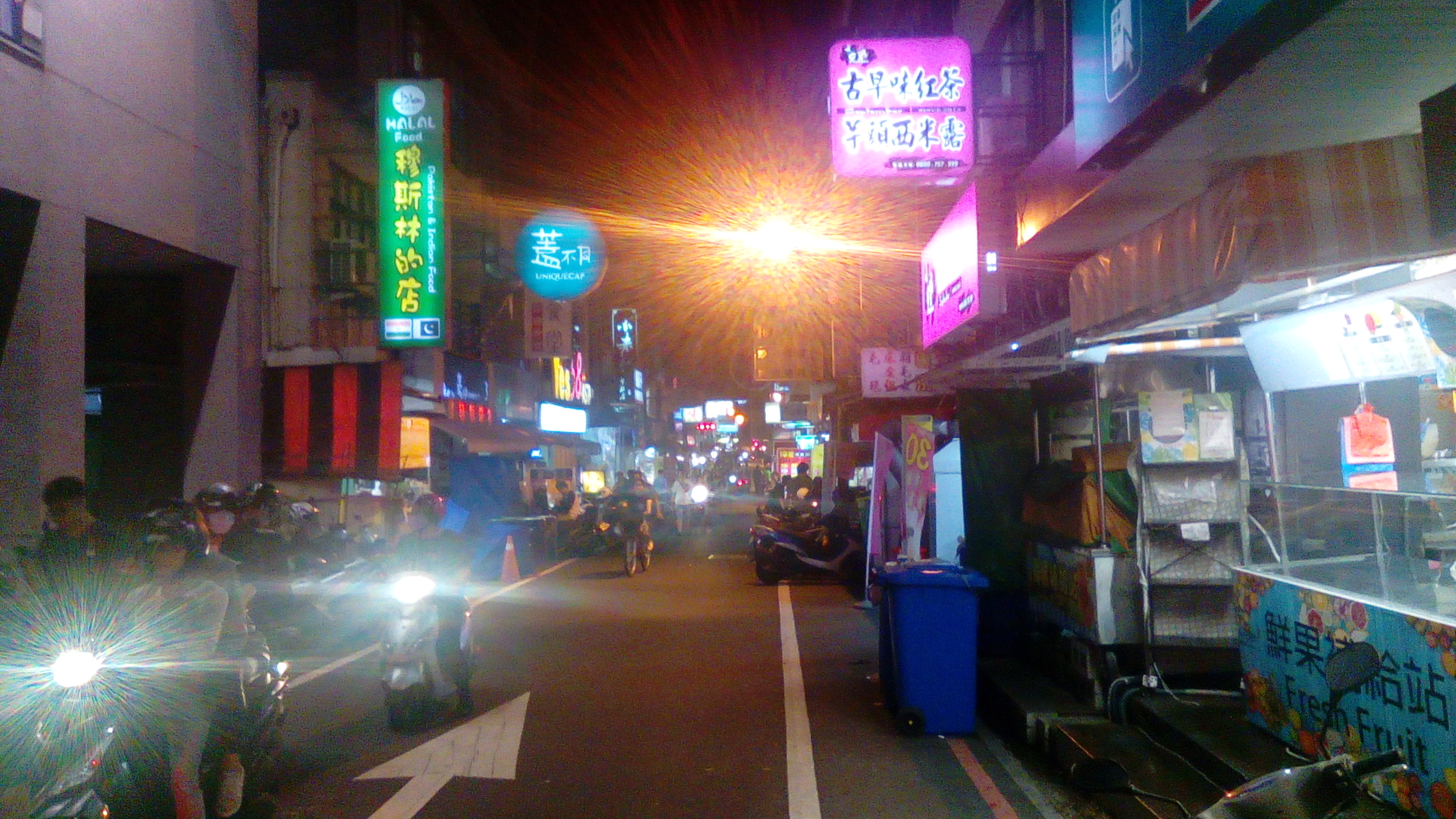
成大商圈一景

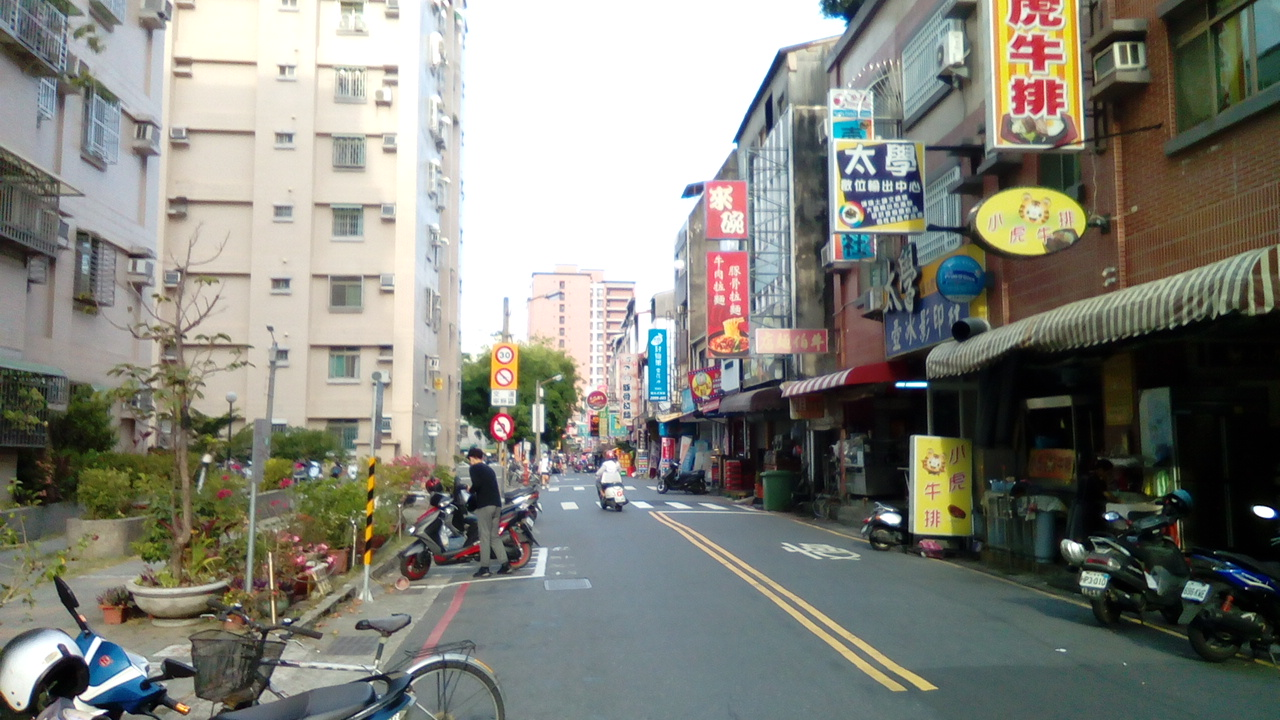
台南育樂街(國立成功大學及台南一中周邊商圈)

- 成大商圈
- 大遠百臺南成功店
- 南紡購物中心
- 國賓影城
- 大東夜市

### 休閒、其它景點
- 臺南文化中心
- 巴克禮紀念公園
- 平實公園
- 臺南清真寺

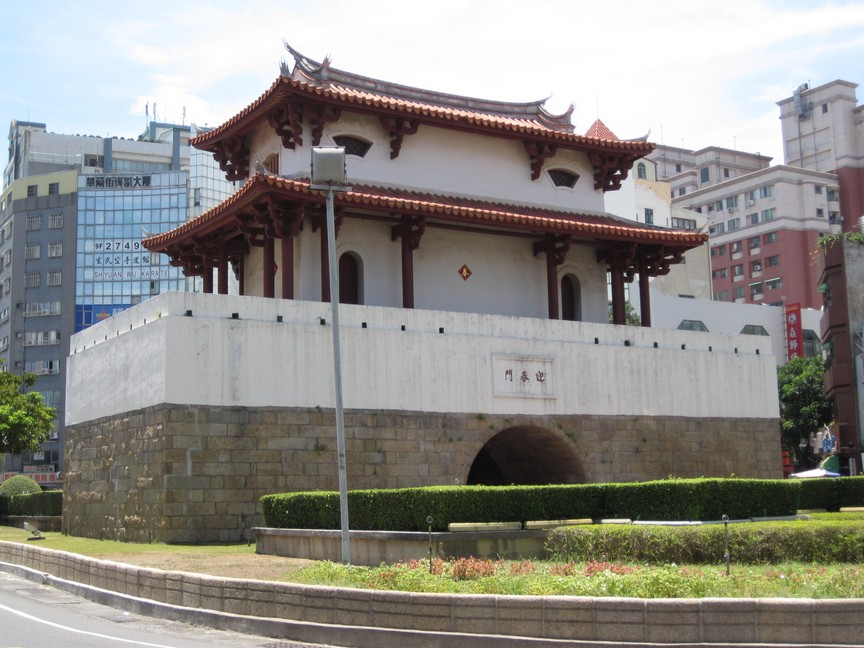
臺灣府城大東門
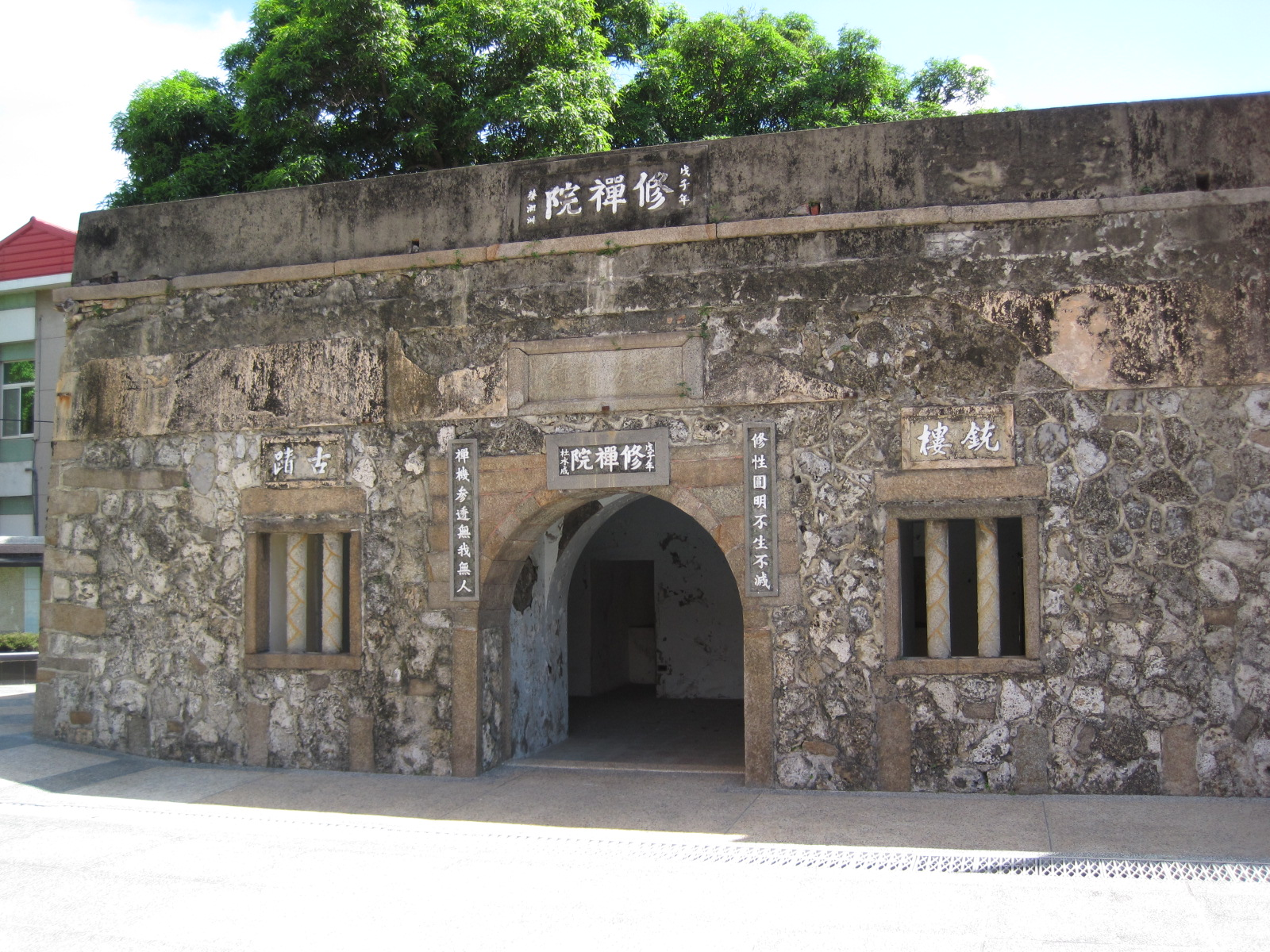
臺灣府城巽方砲臺
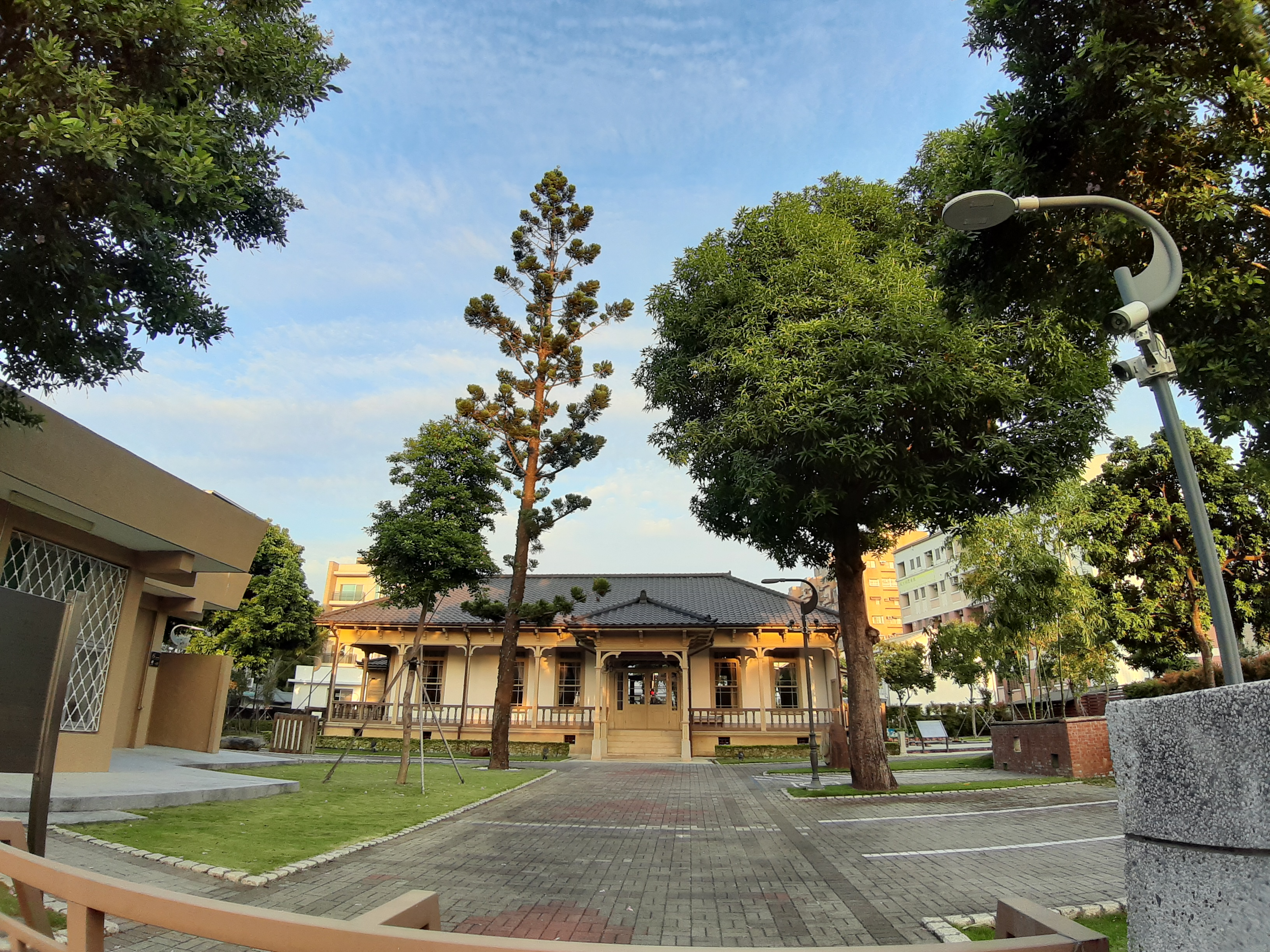
原臺南廳長官邸
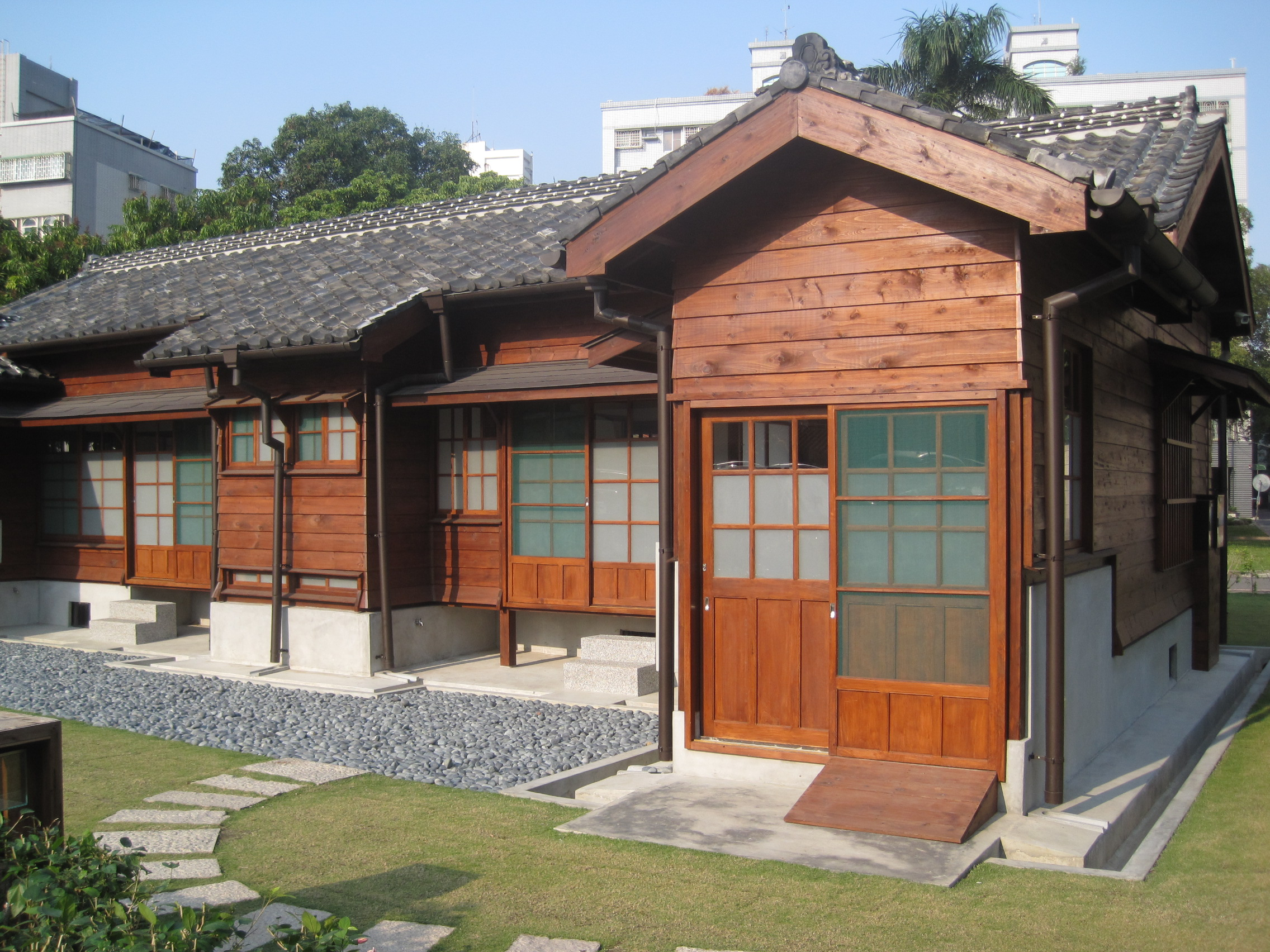
原臺南州立農事試驗場宿舍
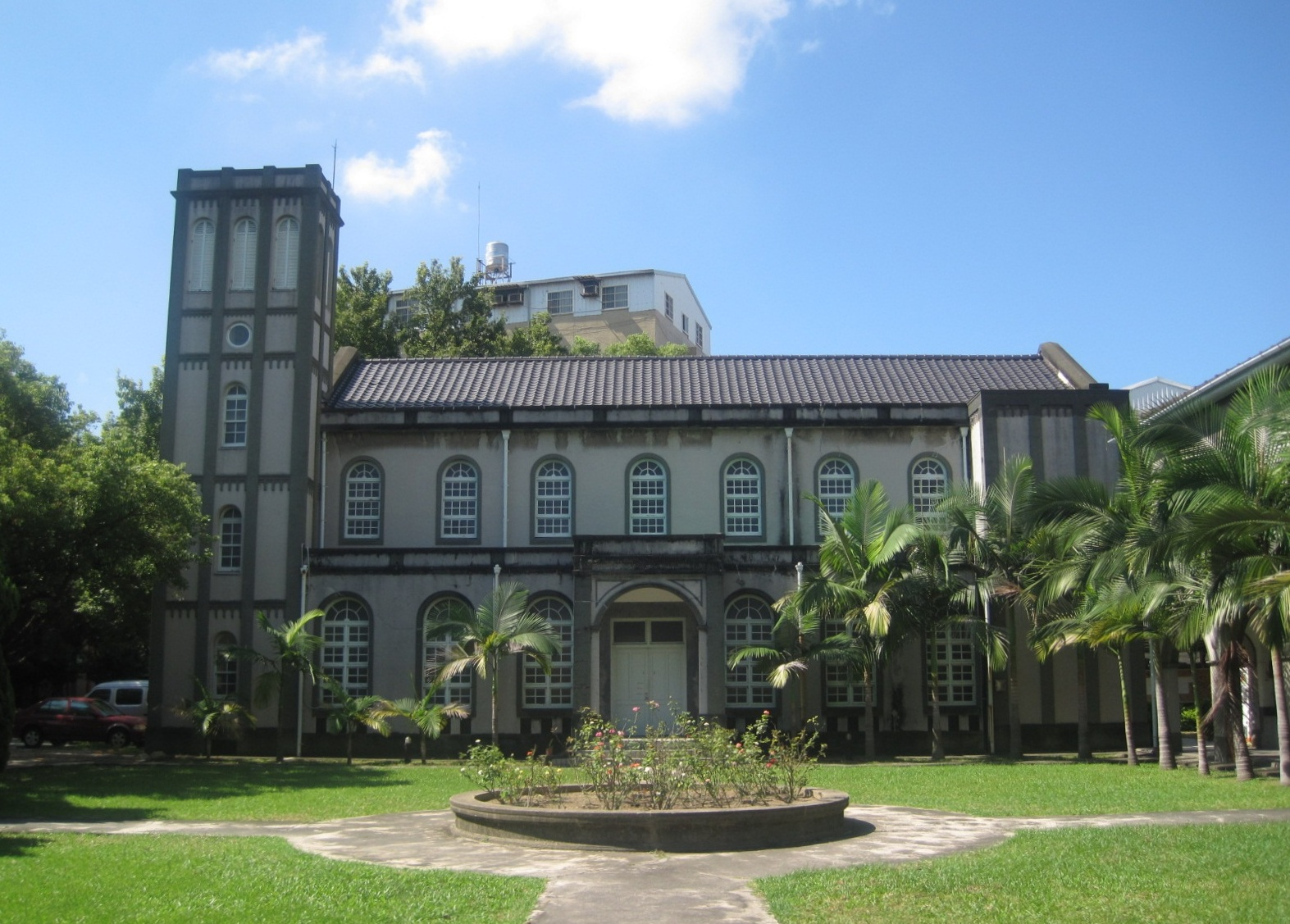
台南神學院禮拜堂
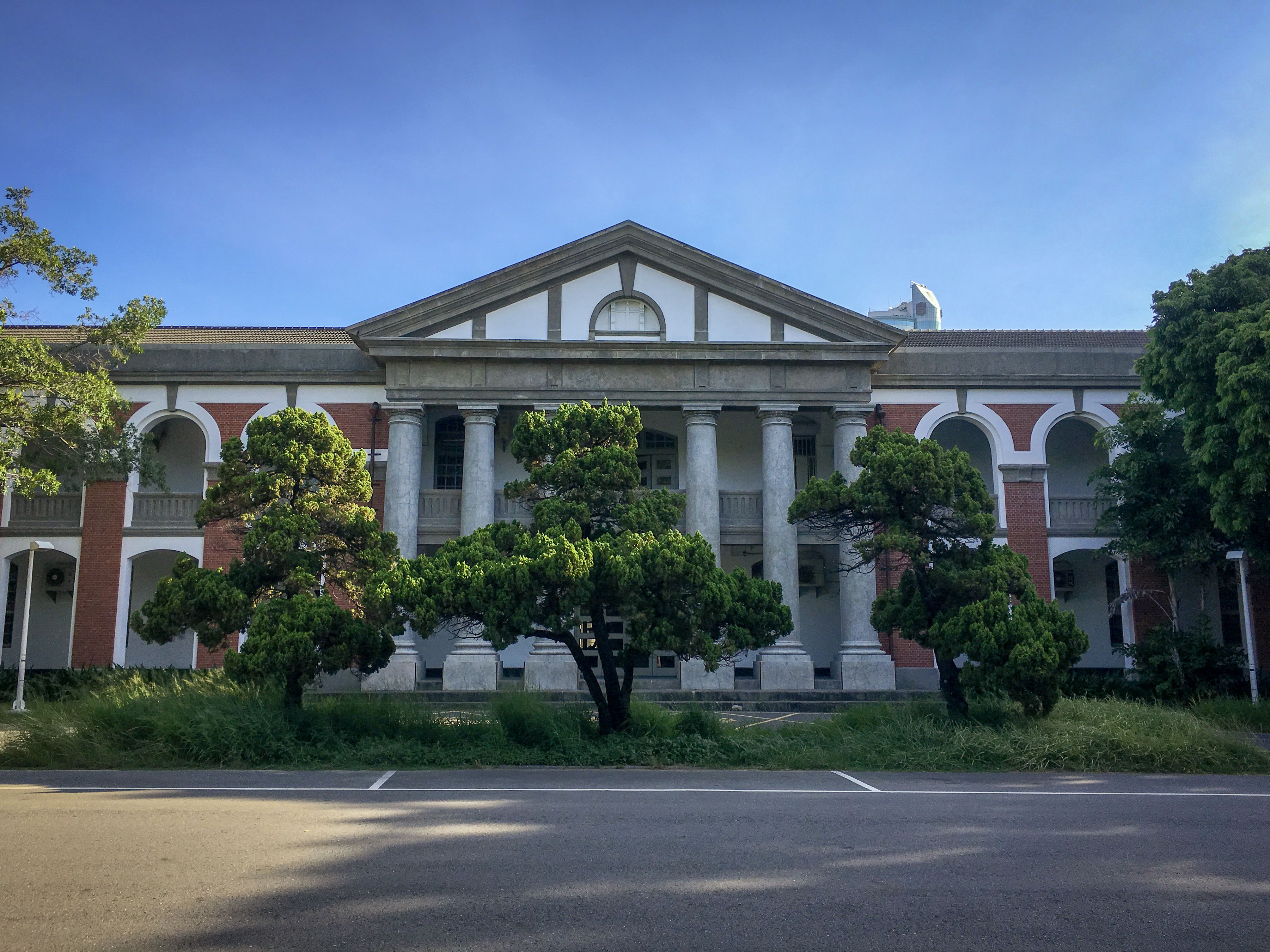
原日軍臺灣步兵第二聯隊營舍
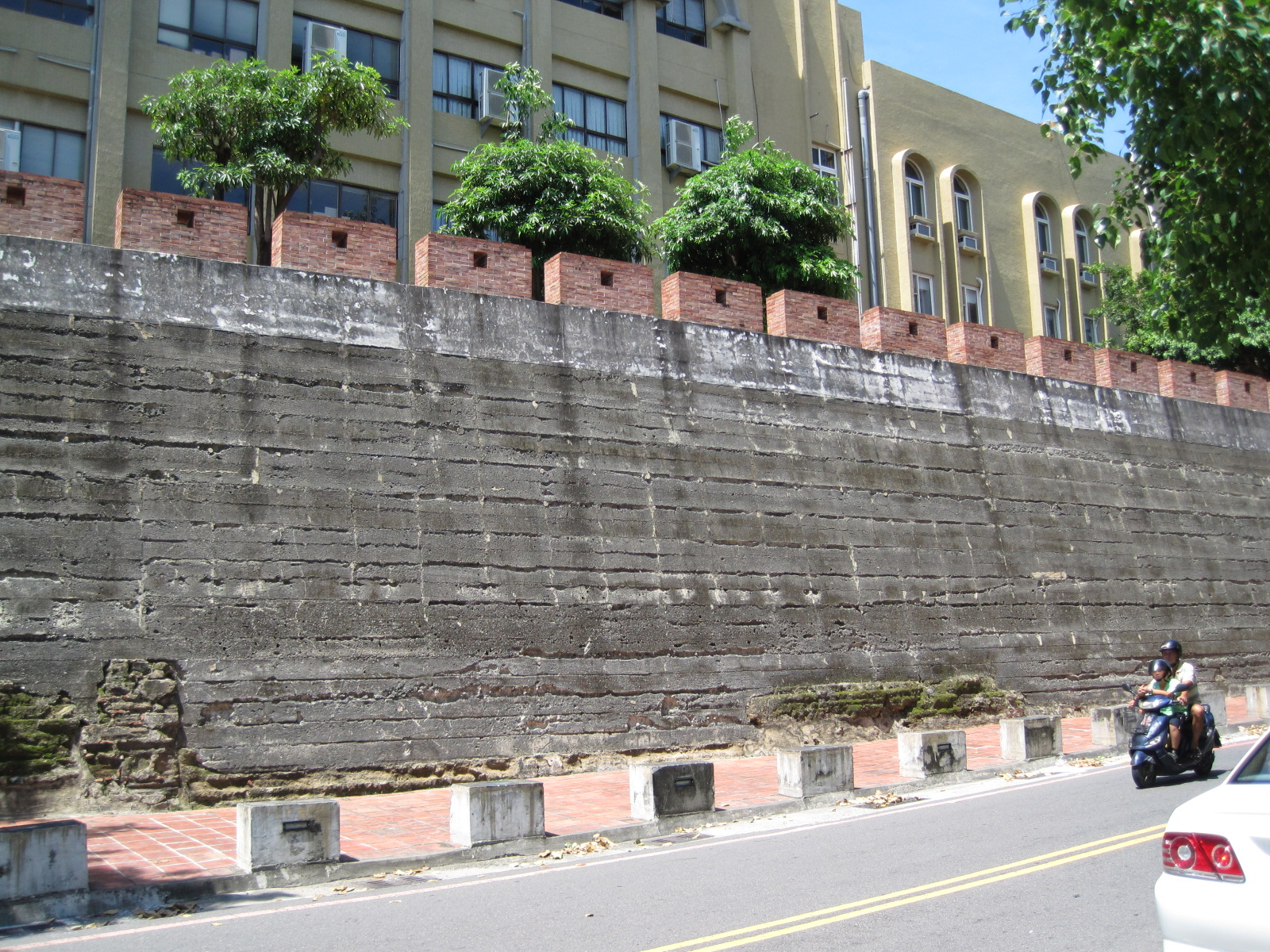
臺灣府城城垣南門段殘蹟

## 宗教信仰

### 民間信仰
- 臺南關帝殿
- 前甲顯明殿
- 前甲元祐宮
- 後甲開基慶隆廟
- 後甲武聖宮
- 虎尾寮太子普安宮
- 南天府
- 竹篙厝上帝廟
- 南台慈惠堂瑤池宮
- 良寶宮

### 基督信仰
- 台灣基督長老教會 富強教會
- 台灣基督長老教會 後甲教會
- 台灣基督長老教會 德光教會
- 台灣基督長老教會 仁和教會
- 台灣基督長老教會 東門巴克禮紀念教會
- 台灣聖教會 崇明教會
- 衛國街基督教會
- 城光台福基督教會
- 自由基督教會
- 台南市召會 裕忠路會所

## 外部連結
- 臺南市東區區公所 （页面存档备份，存于）
- 臺南文化中心 （页面存档备份，存于）